# Frayssinhes
Frayssinhes település Franciaországban, Lot megyében. Lakosainak száma 165 fő (2022. január 1.). Frayssinhes Cornac, Latouille-Lentillac, Saint-Céré, Saint-Laurent-les-Tours, Saint-Paul-de-Vern és Sousceyrac-en-Quercy községekkel határos.

## Népesség
A település népességének változása:
| Lakosok száma | 215  | 183  | 177  | 195  | 180  | 170  | 167  | 163  | 161  | 165  |
|               | 1968 | 1982 | 1990 | 2006 | 2013 | 2015 | 2017 | 2019 | 2020 | 2022 |